# Gramatik
Gramatik, pseudonimo di Denis Jašarević (Portorose, 19 ottobre 1984), è un musicista e produttore discografico sloveno attivo negli Stati Uniti, che si occupa prevalentemente di musica elettronica ed hip hop. Attualmente vive a New York.

## Infanzia
Denis Jašarević è nato a Portorose, in Slovenia, il 19 ottobre 1984. L'interesse di Jašarević per la musica inizia all'età di tre anni, quando sua madre lo ha introdotto all'ascolto di funk americano, jazz, soul e blues da musicassette di sua sorella maggiore. Crescendo si è appassionato alla cultura hip hop e si è interessato ad artisti come DJ Premier, Guru, RZA e Dr. Dre.

## Carriera
Ad appena 13 anni Jašarević inizia a produrre musica hip-hop utilizzando un PC. Successivamente inizia a condividere le sue tracce attraverso il negozio di musica online Beatport, che lo ha aiutato a guadagnarsi un seguito negli Stati Uniti e in Europa. Beatport è ciò che Jašarević cita come il vettore che lo ha aiutato ad emergere come artista di musica elettronica e ad ottenere il suo primo agente negli Stati Uniti, Hunter Williams.
Dopo aver firmato con la sua nuova agenzia, Jašarević si è trasferito a New York City e ha pubblicato il suo album di debutto, Expedition 44, nel luglio 2008, così come il suo secondo album Street Bangerz Vol. 1 nel dicembre 2008. Questo album è stato nella classifica Top 100 Chill Out per sei mesi. In un'intervista a Britt Chester, Jašarević ha detto: "non mi sarei mai aspettato di vendere il mio album su Beatport, lì non viene venduto nient'altro che techno e house. Quando ho rilasciato il mio album e ha cominciato a vendere, ero davvero sorpreso, dal momento che non avevo mai visto un album hip-hop vendere su Beatport. Si trattava di beat hip-hop, ma è stato etichettato 'chill out' su Beatport. La gente lo ha notato e ha pensato che fosse buona musica chill out, il che va bene per me. Non me lo aspettavo affatto, e non mi aspettavo che qualcuno si fosse riferito a me come produttore".
Un anno dopo aver rilasciato il suo primo album, Jašarević ha firmato per l'etichetta Pretty Lights Music come suo primo nuovo artista, che all'epoca consisteva solo nel produttore di musica elettronica Pretty Lights (Derek Vincent Smith). L'etichetta utilizza un modello che non prevede pagamenti per la diffusione delle tracce musicali, e Jašarević ha dichiarato la sua convinzione nel dire che è "moralmente giusto per la musica di essere in primo luogo libera", ed ha testimoniato di come la sua carriera abbia beneficiato in molti modi della sua storia con la pirateria digitale.
Nel 2013, Jašarević ha annunciato il suo abbandono dell'etichetta Pretty Lights Music, al fine di formare una propria etichetta discografica dal nome Lowtemp Recordings. Il nome del marchio è l'abbreviazione di "low temperature", "bassa temperatura" in lingua inglese, che come ha spiegato Jašarević sta ad indicare che la musica dalla sua etichetta sarebbe "cool", affermando: "Quindi da ora in poi, se pensi che una mia canzone sia cool, devi dire che questa roba proviene da Lowtemp." Lowtemp al momento è formata da artisti come Exmag (un progetto parallelo a Gramatik), ILLUMNTR, Gibbz, BRANX, e Russ Liquid. Nel 2014, Jašarević ha ripubblicato i suoi primi sette album — compresa la serie Street Bangerz, rinominandola SB — attraverso l'etichetta Lowtemp, con copertine nuove o aggiornate.

## Riconoscimenti
- Three "Best Track" awards – Beatport Music Awards (2012)
- Nomination per "Best Chill Out Artist" – Beatport Music Awards (2010)[senza fonte][senza fonte]

## Discografia

### Studio albums
- Expedition 44 (2008) (ripubblicato nel 2014)
- Street Bangerz Vol. 1 (2008) (ripubblicato nel 2014 come SB1)
- Street Bangerz Vol. 2 (2009) (ripubblicato nel 2014 come SB2)
- Street Bangerz Vol. 3 (2010) (ripubblicato nel 2014 come SB3)
- No Shortcuts (2010) (ripubblicato nel 2014)
- Beatz & Pieces Vol. 1 (2011) (ripubblicato nel 2014)
- Street Bangerz Vol. 4 (2013) (ripubblicato nel 2014 come SB4)
- The Age of Reason (2014)
- Epigram (2016)
- Water 4 The Soul II (2023)

### EP
- Dreams About Her (2008) (ripubblicato nel 2014)
- Water 4 The Soul (2009) (ripubblicato nel 2014)
- #digitalfreedom EP (2012) (ripubblicato nel 2015)

### Singoli
- "You Don't Understand" (2013)
- "Brave Men" (2014)
- "Hit That Jive" (2014)
- "Native Son" (2016)

### Compilations
- Coffee Shop Selection (2015)